# Villa Il Querceto

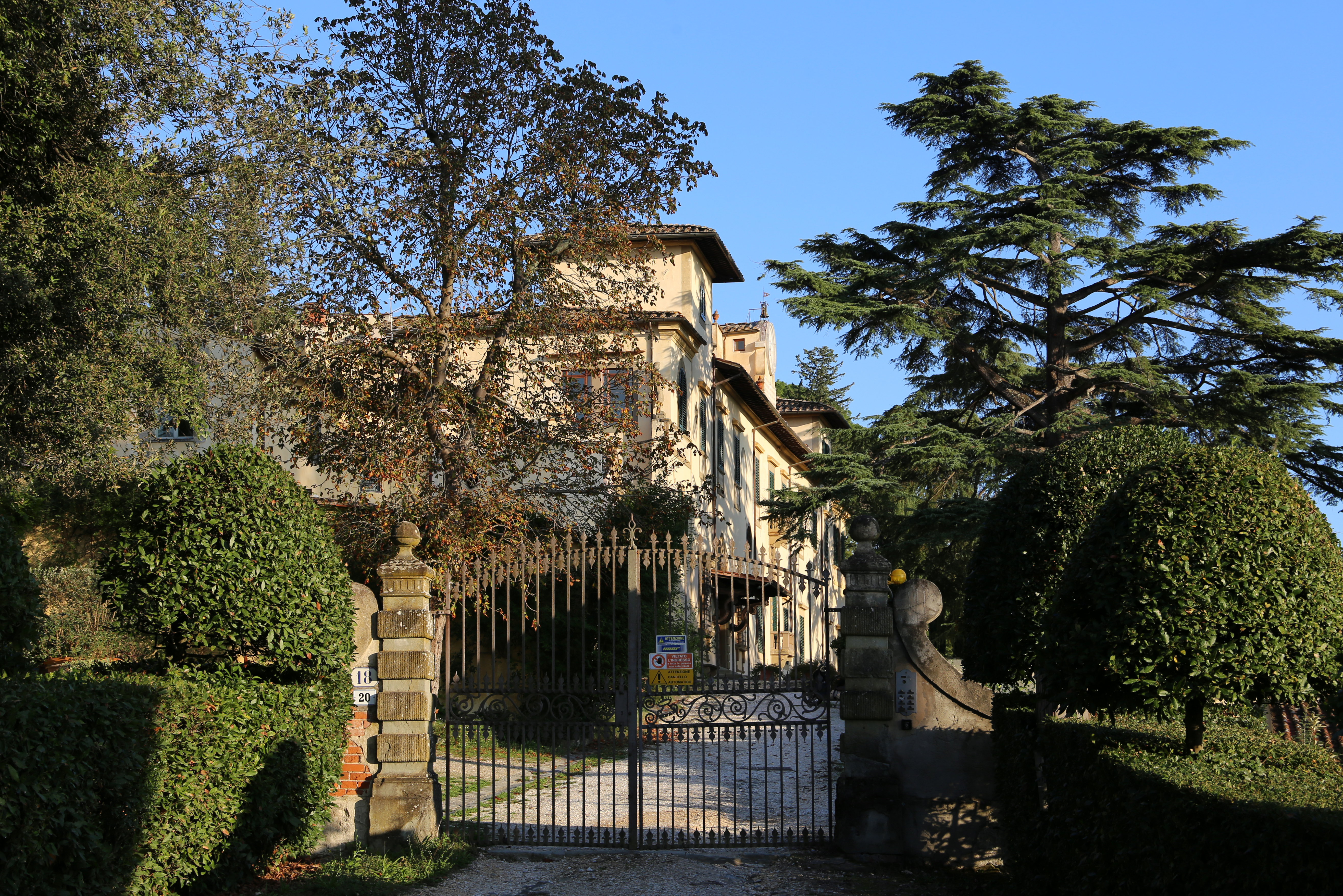
Uno degli ingressi alla villa

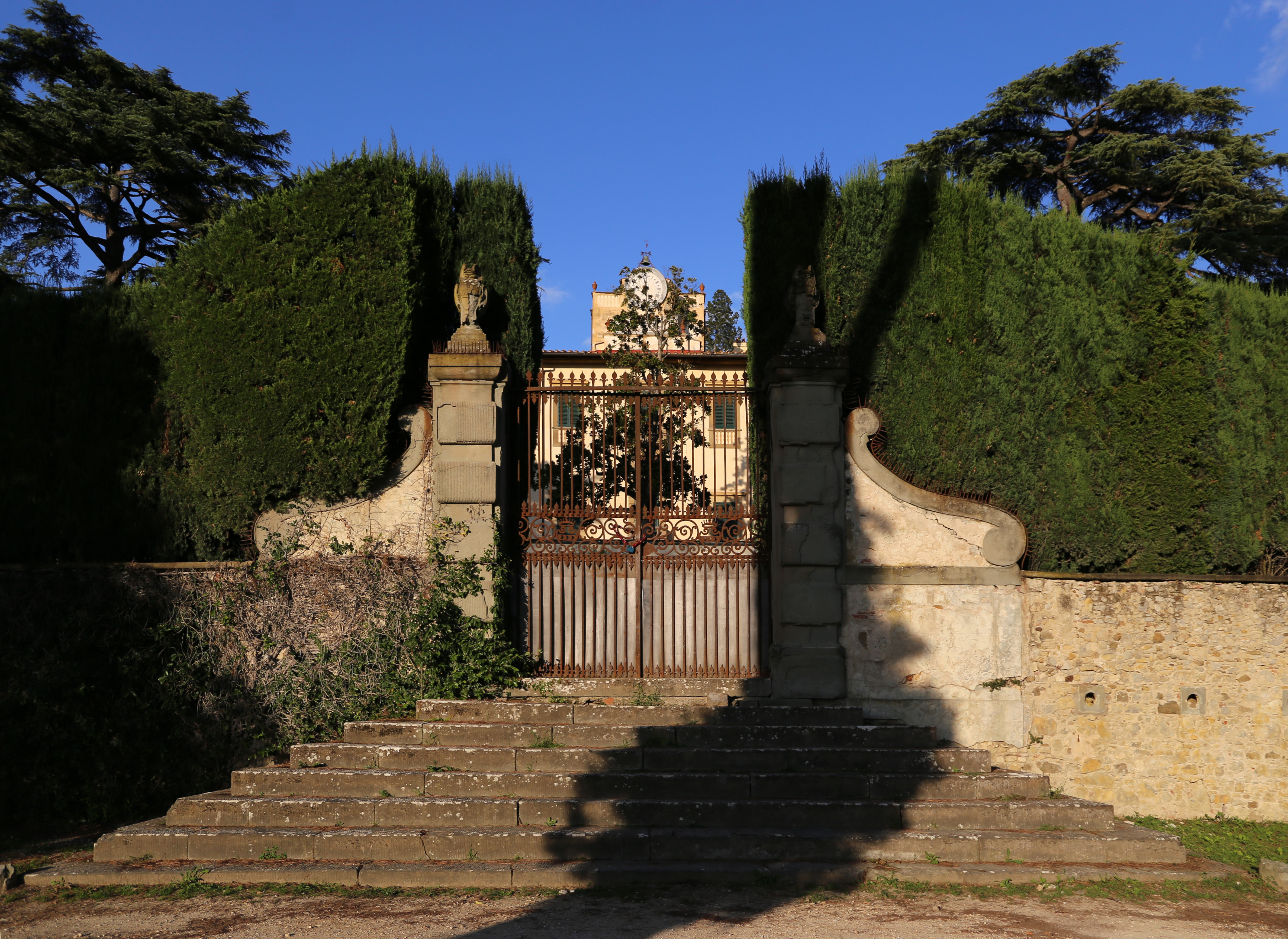
Uno degli ingressi alla villa

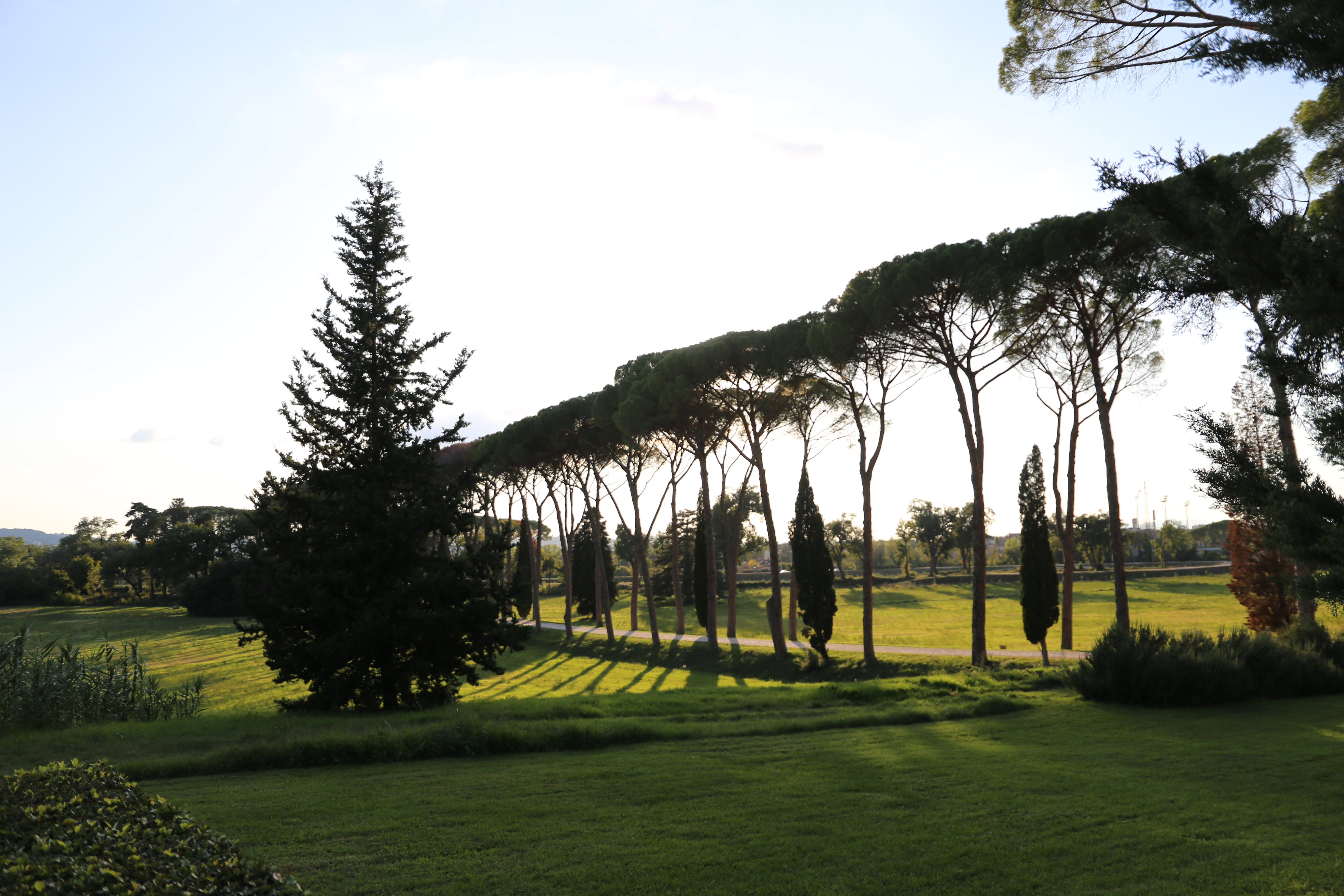
Il viale dei pini che porta alla villa

Villa Il Querceto o Villa Strozzi si trova in via della Madonna delle Grazie, 18 a Ponte a Mensola, Firenze.

## Storia
Le sue origini risalgono al XIV secolo, quando era di proprietà dei Bonaccorsi. Negli anni '40 del XIV secolo si verificò una grave crisi economica, che portò a molti fallimenti, come quello della Compagnia dei Bonaccorsi, che furono costretti a vendere la proprietà per pagare i debiti. 
In un atto steso da Giovanni del fu Parente di Bencivenni, il 24 agosto 1347 la villa e i suoi poderi contigui furono acquistati da Strozza di Rosso Strozzi, del popolo di Santa Maria degli Ughi. Secondo Scipione Ammirato, in questa villa si rifugiò, durante il Tumulto dei Ciompi, Mariano degli Albizi, ricercato dal governo fiorentino, riuscì a fuggire dalla porta del retro. 
Nel 1381, Maddalena di Carlo di Strozza, sposò Luchino Novello Visconti e la villa passò ai nipoti Niccolò, Lorenzo, Uberto e Tito Strozzi. 
Nel catasto del 1427 viene così registrata: 
Nel 1457, però i nipoti, non essendo più in grado di pagare le tasse, l'acquisto Piero di Carlo Strozzi, loro zio. 
Nel 1560 il conte Piero di Carlo di Andrea Strozzi, il cui ritratto è visibile in una sala al primo piano della villa insieme alla moglie Lucrezia di Iacopo Pitti, modificò la villa, per dargli il suo aspetto attuale: fu aggiunta una seconda torre, dando così una forma più simmetrica alla villa e dotando Il Querceto di un elegante giardino abbellito da piante di limoni. 
Nel 1871, la marchesa Anna, ultima discendente del ramo che mantenne la villa, la donò al figlio Carlo Ricciardi; dopo la morte di quest'ultimo (avvenuta nello stesso anno) la villa l'acquistarono gli Strozzi-Sacrati, discendenti dagli Strozzi di Mantova, che la mantennero fino alla morte del marchese Uberto Strozzi Sacrati nel 1982. Oggi il complesso è stato frazionato e venduto.

## Descrizione
La villa mantiene ancora il carattere dell'antico palagio e consta di un corpo di fabbrica diviso in due piani; caratterizzato da due torri laterali. Al centro è stato montato un orologio montato su una alzata sagomata. Sotto l'ordigno venne posta una lapide in marmo con una lunga iscrizione latina, posta per volere della contessa Anna Strozzi Ricciardi. La lapide recita:
DE TOT QUÆ RAPIDÆ LABUNTUR MILLIBUS UNA 

SALTEM UNA HEU! 

Traduzione: "Deh! Fra tante che t'escono dal seno / Macchietta gentil un'ora sola / Segna un'ora per me felice almeno" (da Clemente Bondi).
Al centro della facciata ci sono due balaustra in pietra serena. Il grande portale d'accesso è stato spostato sulla sinistra, protetto da una grande tettoia. Entrandovi si accede ad un piccolo cortile interno, il quale presenta rimaneggiamenti ottocenteschi neorinascimentali, che separa il corpo di fabbrica di destra (dove si trovano gli alloggi signorili) da quello di sinistra. Proseguendo su questo lato, oltrepassata una torre, ma sempre in asse con la facciata, si trovano le scuderie (XIX secolo), l'ex alloggio del postiglione e un piccolo oratorio (oggi un bed and breakfast) al cui interno era conservata (fino ai primi del XX secolo) un bassorilievo attribuito ad Andrea della Robbia, una Vergine mentre sta adorando il Bambin Gesù. Pare che tale opera d'arte sarebbe stata trasferita all'interno del l'oratorio da Carlo Riccardi Strozzi nel 1824, dalla cappella privata del Palazzo che la famiglia aveva in piazza Duomo a Firenze.
La villa presenta un elegante giardino all'italiana, chiuso da una severa siepe di cipressi e da alcune statue rivolte verso la facciata della villa. 
Sul retro si estende un ampio selvatico.